# Forster Elek
Gyulakeszi Forster Elek György (Nagykapornak, 1859. február 18. – Budapest, 1932. szeptember 4.) országgyűlési képviselő, gazdasági főtanácsos, földbirtokos, törvényhatósági bizottsági tag.

## Családja és származása
A római katolikus nemesi származású gyulakeszi Forster család sarja. Apja Forster György, földbirtok bérlő, anyja Kollár Klára (1819–1880) asszony. Anyai nagyszülei idősebb Kollár János (1783–†?), a Győri püspökség fertőrákosi uradalmi tiszttartója, és Pachl Klára (1787–1852) voltak. Az anyai nagyanyai dédszülei Pachl Bertalan (1765–1831), naszályi molnármester és Róth Klára (1749–1814) voltak. Az anyai nagyanyjának a féltestvére Angyalffy Mátyás András (1776–1839) a keszthelyi Georgikon tanára volt; kollár Jánosné Pachl Klára leánytestvére Pachl Terézia (1791-1865), akinek a férje Lakner Mátyás (1784–1860), az ószőnyi uradalmi tiszttartója gróf Zichy Jánosnak (1777–1830). Forster Eleknek az anyai nagybátyja ifjabb Kollár János (1816–1896) pacsai földbirtokos, akinek a felesége révfalusi Szentmihályi Klementina (1835–1916) írónő. Forster Eleknek két leánytestvére volt: Forster Vilma (1855–†?), akinek a férje, nagybarkóczi és kisbarkóczi Barkóczy Károly, sümegi ügyvéd, valamint Forster Mária (1857–1945), akinek a házastársa, dr. Csanády Gusztáv (1837–1914) vegyésztudor, mezőgazdász, gazdasági szakíró, a keszthelyi magyar királyi gazdasági tanintézet rendes tanára.

## Élete
A soproni reáliskolában végezte az alaptanulmányait majd a keszthelyi gazdasági főiskolán diplomát szerzett; ezután a gyakorlati gazdálkodói pályára lépett. 1878-ban, mint egyévi önkéntes a 4. huszárezredben teljesített szolgálatot és részt vett Bosznia okkupációjában, ahol a hadiéremmel tüntették ki. Katonai éveinek leszolgálása után, a nagyváradi püspökségnél Nagyszalontán gazdasági gyakornok volt egy évig, majd Keszthelyen a gazdasági tanintézetben, mint gazdasági segédintézö az elsőévesek gazdasági oktatását vezette. 1881.-től bérlő volt a Zala megyei Gyulakeszin. 1908 október 15.-én a magyar nemességet szerezte meg. 1918-ban földbirtokot vett a Nógrád vármegyei Felsősápon, ahol szorgalmasan gazdálkodott. A gazdatársadalmi mozgalmakban hosszú ideig élénk részt vett. Évtizedekig érdemes harcosa az agrárius és szövetkezeti eszméknek, és több mezőgazdasági intézményi szövetkezet megalapitása fűződöttt nevéhez. 
A Magyar Gazdaszövetség alelnöke, az Országos Magyar Gazdasági Egyesület és a Magyar Szőlősgazdák Országos Egyesületének igazgatóválasztmányi tagja, valamint a tapolcai gazdakör örökös elnöke. Ezek mellett a Nemzeti Bank váltóbirálója, tagja az Országos Kaszinónak, a Természettudományi Társulatnak, a Nógrádmegyei Gazdasági Egyesületnek, a Balatoni Szövetségnek. Rubinek Gyula földmivelésügyi minisztersége idején gazdasági főtanácsosi kitüntetésben részesült 1920-ban. A vármegyei törvényhatósági és politikai életnek is egyik vezető tagja volt. Darányi Ignácnak, a kerület hosszú időn át volt képviselőjének bizalmas hive és a helyi szabadelvű párt elnöke volt, később Darányival együtt az alkotmánypárthoz csatlakozott. A második nemzetgyűlésen pártonkívüli programmal képviselte a tapolcai kerületet, amely az egységespárti Balás Béla volt főispánnal szemben küldte a parlamentbe 1922-ben. A mezőgazdaságot, főként a szőlőgazdaságot érdeklő kérdésekben szólalt fel. Amikor gyulai Gaál Gaszton vezetésével 1926. február 26.-án megalakult az Agrárpárt boldogfai Farkas Tiborral együtt, Forster Elek is ehhez csatlakozott. Új pártjának programmjával lépett fel az 1926 évi országgyűlési választásokon is régi kerületében, Tapolcán, ahol nagy szavazatöbbséggel választották meg Terbócz Imre egységespártival szemben.

## Házassága és leszármazottjai
Feleségül vette Frántsik Anna Mária Ilona (*Keszegfalva, 1863. november 18.–†Keszthely, 1950. május 2.) kisasszonyt, akinek a szülei Frántsik János (1822–1903), főkáptalani uradalmi tiszttartó, és Szórád Ilona voltak. Forster Elek és Frantsik Anna házasságából származott:
- Forster Ilona Anna Mária (*Zalacsány, 1883. július 27.–†1979.). Férje: dr. külsőváthi és töreki Töreky Iván János Ferenc (*Zalaköveskút, 1876. szeptember 25.–† Balatonederics, 1958. július 11.), miniszteri fogalmazó.[16]
- Forster Mária Anna Klára (*Zalacsány, 1884. október 6.–†Gyulakeszi, 1913. augusztus 12.).[17] Férje: bocsári Svastits Elemér Károly (*Lesencetomaj, Zala vármegye, 1869. augusztus 15.–†Babosdöbréte, 1946. január 29.), honvéd ezredes.[18][19][20]
- Forster István János Elek (*Zalacsány, 1887. július 17.–†Budapest, 1956. december 16.), Korona-uradalmi gazdasági felügyelő.[21] 1. felesége, nemes Néger Ilona Izabella Ida Mária Anna (*Szada, 1884. július 26.–†Budapest, 1925. október 4.).[22][23] 2. felesége, Keresztény Mária Magdolna (†Budapest, 1976. november 23.)[24]
- Forster György Elek (*Puszta-Lőrinte, 1891. február 1.–†Nógrádsáp, 1944. november 5.), országgyűlési képviselő. Felesége, felsőkubini Kubinyi Alice (*1896.–†Budapest, 1985. február 15.).[25]